# Nestoron
Nestoron ist synthetisches Gestagen, welches als Arzneistoff zur Empfängnisverhütung (Kontrazeption),  als Hormonersatztherapie in der Menopause und zur Behandlung der Endometriose eingesetzt werden kann.
Anders als andere Gestagene kann Nestoron in die Haut eindringen und so über in Form von Gel, Creme, Spray oder Implantat (Vaginalring) appliziert werden. Bei oraler Aufnahme wird die Substanz im Magen-Darm-Trakt zersetzt und zeigt so keine Wirkung. 
Die 19-Methyl-Substitution und die 16-Methylen-Addition in Nestoron verstärken die Bindung zum Progesteron-Rezeptor um den Faktor 100 im Vergleich zu Progesteron.
Im Januar 2004 startete in Australien ein Test, bei dem Nestoron in Form eines Sprays getestet werden soll. Dieses Spray wurde entwickelt von der australischen Firma Acrux und der US-amerikanischen Non-Profit-Organisation Population Council.